# Liste der Kirchen im Bistum Mainz – Region Mainlinie
Die Liste der Kirchen im Bistum Mainz – Region Mainlinie führt die römisch-katholischen Kirchengebäude im Bistum Mainz auf, die zum Bestand der 10 Pastoralräume/neuen Pfarreien in der Region Mainlinie gehören.
Die Region Mainlinie ist eine von vier Regionen im römisch-katholischen Bistum Mainz. Sie wurde am 1. August 2022 durch Fusion der fünf Dekanate Rüsselsheim, Dreieich, Offenbach, Rodgau und Seligenstadt gegründet. Ihr Gebiet umfasst grob den Landkreis Groß-Gerau, den Landkreis Offenbach sowie die Stadt Offenbach am Main.
| Bild | Kirche                                        | Ort                               | Pastoralraum/Pfarrei                     | Bemerkungen                                                                        |
| ---- | --------------------------------------------- | --------------------------------- | ---------------------------------------- | ---------------------------------------------------------------------------------- |
|      | Heilig Geist                                  | Dreieich-Buchschlag               | Dreieich-Neu-Isenburg                    | Filialkirche der Pfarrei St. Laurentius Dreieich                                   |
|      | St. Johannes                                  | Dreieich-Dreieichenhain           | Dreieich-Neu-Isenburg                    | Filialkirche der Pfarrei St. Marien Götzenhain                                     |
|      | St. Marien                                    | Dreieich-Götzenhain               | Dreieich-Neu-Isenburg                    | Pfarrkirche der Pfarrei St. Marien Götzenhain                                      |
|      | St. Laurentius                                | Dreieich-Sprendlingen             | Dreieich-Neu-Isenburg                    | Filialkirche der Pfarrei St. Laurentius Dreieich                                   |
|      | St. Stephan                                   | Dreieich-Sprendlingen             | Dreieich-Neu-Isenburg                    | Pfarrkirche der Pfarrei St. Laurentius Dreieich                                    |
|      | St. Franziskus                                | Neu-Isenburg                      | Dreieich-Neu-Isenburg                    | Filialkirche der Pfarrei St. Josef Neu-Isenburg                                    |
|      | St. Josef                                     | Neu-Isenburg                      | Dreieich-Neu-Isenburg                    | Pfarrkirche der Pfarrei St. Josef Neu-Isenburg                                     |
|      | Zum Heiligen Kreuz                            | Neu-Isenburg                      | Dreieich-Neu-Isenburg                    | Pfarrkirche der Pfarrei Zum Hl. Kreuz Neu-Isenburg                                 |
|      | St. Christoph                                 | Neu-Isenburg-Gravenbruch          | Dreieich-Neu-Isenburg                    | Pfarrkirche der Pfarrei St. Christoph Gravenbruch                                  |
|      | St. Nikolaus                                  | Neu-Isenburg-Zeppelinheim         | Dreieich-Neu-Isenburg                    | Filialkirche der Pfarrei St. Josef Neu-Isenburg                                    |
|      | St. Nikolaus von der Flüe                     | Büttelborn                        | Groß-Gerau-Mitte                         | Pfarrkirche der Pfarrei St. Nikolaus von der Flüe Büttelborn                       |
|      | St. Walburga                                  | Groß-Gerau                        | Groß-Gerau-Mitte                         | Pfarrkirche der Pfarrei St. Walburga Groß-Gerau                                    |
|      | St. Johannes der Täufer                       | Groß-Gerau-Dornheim               | Groß-Gerau-Mitte                         | Filialkirche der Pfarrei St. Nikolaus von der Flüe Büttelborn                      |
|      | St. Marien, Königin des Heiligen Rosenkranzes | Mörfelden-Walldorf (OT Mörfelden) | Groß-Gerau-Mitte                         | Pfarrkirche der Pfarrei St. Marien, Königin des Hl. Rosenkranzes, Mörfelden        |
|      | Christkönig                                   | Mörfelden-Walldorf (OT Walldorf)  | Groß-Gerau-Mitte                         | Pfarrkirche der Pfarrei Christkönig Walldorf                                       |
|      | St. Jakobus                                   | Nauheim                           | Groß-Gerau-Mitte                         | Pfarrkirche der Pfarrei St. Jakobus der Ältere Nauheim                             |
|      | St. Johannes XXIII.                           | Rüsselsheim-Königstädten          | Groß-Gerau-Mitte                         | Pfarrkirche der Pfarrei St. Johannes XXIII. Königstädten                           |
|      | St. Alban                                     | Trebur                            | Groß-Gerau-Mitte                         | Filialkirche der Pfarrei St. Petrus in Ketten Astheim                              |
|      | St. Petrus in Ketten                          | Trebur-Astheim                    | Groß-Gerau-Mitte                         | Pfarrkirche der Pfarrei St. Petrus in Ketten Astheim                               |
|      | St. Ulrich                                    | Trebur-Geinsheim                  | Groß-Gerau-Mitte                         | Pfarrkirche der Pfarrei St. Ulrich Geinsheim                                       |
|      | St. Martin                                    | Dietzenbach                       | Heusenstamm-Dietzenbach                  | Pfarrkirche der Pfarrei St. Martin Dietzenbach                                     |
|      | St. Cäcilia                                   | Heusenstamm                       | Heusenstamm-Dietzenbach                  | Pfarrkirche der Pfarrei St. Cäcilia Heusenstamm                                    |
|      | Maria Himmelskron                             | Heusenstamm                       | Heusenstamm-Dietzenbach                  | Pfarrkirche der Pfarrei Maria Himmelskron Heusenstamm                              |
|      | Marienkapelle                                 | Heusenstamm                       | Heusenstamm-Dietzenbach                  | betreut von der Pfarrei Maria Himmelskron Heusenstamm                              |
|      | Mariä Opferung                                | Heusenstamm-Rembrücken            | Heusenstamm-Dietzenbach                  | Filialkirche der Pfarrei St. Cäcilia Heusenstamm                                   |
|      | St. Josef                                     | Egelsbach                         | Langen-Egelsbach-Erzhausen (Hl. Familie) | Filialkirche                                                                       |
|      | Maria Königin                                 | Erzhausen                         | Langen-Egelsbach-Erzhausen (Hl. Familie) | Filialkirche                                                                       |
|      | St. Albertus Magnus                           | Langen                            | Langen-Egelsbach-Erzhausen (Hl. Familie) | Pfarrkirche                                                                        |
|      | Liebfrauenkirche                              | Langen                            | Langen-Egelsbach-Erzhausen (Hl. Familie) | Filialkirche                                                                       |
|      | Hl. Thomas von Aquin                          | Langen                            | Langen-Egelsbach-Erzhausen (Hl. Familie) | Filialkirche                                                                       |
|      | St. Wendelinus                                | Hainburg-Hainstadt                | Mainbogen                                | Pfarrkirche der Pfarrei St. Wendelinus Hainstadt                                   |
|      | Liebfrauenheide                               | Hainburg-Klein-Krotzenburg        | Mainbogen                                | betreut von der Pfarrei St. Nikolaus Klein-Krotzenburg                             |
|      | St. Nikolaus                                  | Hainburg-Klein-Krotzenburg        | Mainbogen                                | Pfarrkirche der Pfarrei St. Nikolaus Klein-Krotzenburg                             |
|      | St. Peter und Paul                            | Hanau-Klein-Auheim                | Mainbogen                                | Pfarrkirche der Pfarrei St. Petrus und Paulus Klein-Auheim                         |
|      | St. Johann Baptist                            | Hanau-Steinheim                   | Mainbogen                                | Pfarrkirche der Pfarrei St. Johannes Baptist Steinheim                             |
|      | Kreuzkapelle                                  | Hanau-Steinheim                   | Mainbogen                                | betreut von der Pfarrei St. Nikolaus Steinheim                                     |
|      | Marienkirche                                  | Hanau-Steinheim                   | Mainbogen                                | Filialkirche der Pfarrei St. Johannes Baptist Steinheim                            |
|      | St. Nikolaus                                  | Hanau-Steinheim                   | Mainbogen                                | Pfarrkirche der Pfarrei St. Nikolaus Steinheim                                     |
|      | Pestkapelle                                   | Hanau-Steinheim                   | Mainbogen                                | betreut von der Pfarrei St. Johannes Baptist Steinheim                             |
|      | St. Kilian                                    | Mainhausen-Mainflingen            | Mainbogen                                | Pfarrkirche der Pfarrei St. Kilian Mainflingen                                     |
|      | St. Wendelinus                                | Mainhausen-Zellhausen             | Mainbogen                                | Pfarrkirche der Pfarrei St. Wendelinus Zellhausen                                  |
|      | St. Marcellinus und Petrus                    | Seligenstadt                      | Mainbogen                                | Basilica minor, Pfarrkirche der Pfarrei St. Marcellinus und Petrus Seligenstadt    |
|      | St. Marien                                    | Seligenstadt                      | Mainbogen                                | Pfarrkirche der Pfarrei St. Mariä Verkündigung Seligenstadt                        |
|      | Wendelinuskapelle                             | Seligenstadt                      | Mainbogen                                | betreut von der Pfarrei St. Marcellinus und Petrus Seligenstadt                    |
|      | St. Margareta                                 | Seligenstadt-Froschhausen         | Mainbogen                                | Pfarrkirche der Pfarrei St. Margareta Froschhausen                                 |
|      | St. Cyriakus                                  | Seligenstadt-Klein-Welzheim       | Mainbogen                                | Filialkirche der Pfarrei St. Marcellinus und Petrus Seligenstadt                   |
|      | Herz Jesu                                     | Kelsterbach                       | MainWeg                                  | Pfarrkirche der Pfarrei Herz Jesu Kelsterbach                                      |
|      | St. Markus                                    | Kelsterbach                       | MainWeg                                  | Filialkirche der Pfarrei Herz Jesu Kelsterbach                                     |
|      | St. Bonifatius                                | Raunheim                          | MainWeg                                  | Filialkirche der Pfarrei St. Antonius von Padua Raunheim                           |
|      | Heilig Geist                                  | Raunheim                          | MainWeg                                  | Pfarrkirche der Pfarrei St. Antonius von Padua Raunheim                            |
|      | Mönchhofkapelle                               | Raunheim                          | MainWeg                                  | betreut von der Pfarrei St. Antonius von Padua Raunheim                            |
|      | St. Christophorus                             | Rüsselsheim am Main               | MainWeg                                  | Filialkirche der Pfarrei Heilige Familie Rüsselsheim am Main                       |
|      | St. Georg                                     | Rüsselsheim am Main               | MainWeg                                  | Pfarrkirche der Pfarrei Heilige Familie Rüsselsheim am Main                        |
|      | St. Josef                                     | Rüsselsheim am Main               | MainWeg                                  | Pfarrkirche der Pfarrei St. Josef Rüsselsheim am Main                              |
|      | St. Michael                                   | Rüsselsheim-Bauschheim            | MainWeg                                  | Filialkirche der Pfarrei Heilige Familie in Rüsselsheim am Main                    |
|      | Auferstehung Christi                          | Rüsselsheim-Haßloch               | MainWeg                                  | Kirche der Pfarrei Hl. Dreifaltigkeit und Auferstehung Christi Rüsselsheim-Haßloch |
|      | Hl. Dreifaltigkeit                            | Rüsselsheim-Haßloch               | MainWeg                                  | Kirche der Pfarrei Hl. Dreifaltigkeit und Auferstehung Christi Rüsselsheim-Haßloch |
|      | St. Markus                                    | Mühlheim am Main                  | Mühlheim-Obertshausen                    | Pfarrkirche der Pfarrei St. Markus Mühlheim                                        |
|      | St. Maximilian Kolbe                          | Mühlheim am Main                  | Mühlheim-Obertshausen                    | Pfarrkirche der Pfarrei St. Maximilian Kolbe Mühlheim                              |
|      | St. Sebastian                                 | Mühlheim-Dietesheim               | Mühlheim-Obertshausen                    | Pfarrkirche der Pfarrei St. Sebastian Dietesheim                                   |
|      | Wendelinuskapelle                             | Mühlheim-Dietesheim               | Mühlheim-Obertshausen                    | betreut von der Pfarrei St. Sebastian Dietesheim                                   |
|      | St. Lucia                                     | Mühlheim-Lämmerspiel              | Mühlheim-Obertshausen                    | Pfarrkirche der Pfarrei St. Lucia Lämmerspiel                                      |
|      | Herz Jesu                                     | Obertshausen                      | Mühlheim-Obertshausen                    | Pfarrkirche der Pfarrei Herz Jesu Obertshausen                                     |
|      | St. Thomas Morus                              | Obertshausen                      | Mühlheim-Obertshausen                    | Pfarrkirche der Pfarrei St. Thomas Morus Obertshausen                              |
|      | St. Josef                                     | Obertshausen-Hausen               | Mühlheim-Obertshausen                    | Pfarrkirche der Pfarrei St. Josef Hausen                                           |
|      | St. Pius                                      | Obertshausen-Hausen               | Mühlheim-Obertshausen                    | Filialkirche der Pfarrei St. Josef Hausen                                          |
|      | St. Maria Goretti                             | Biebesheim                        | Nördliches Ried                          | Pfarrkirche der Pfarrei St. Maria Goretti Biebesheim                               |
|      | Maria Einsiedel                               | Gernsheim                         | Nördliches Ried                          | Filialkirche der Pfarrei St. Maria Magdalena Gernsheim                             |
|      | St. Maria Magdalena                           | Gernsheim                         | Nördliches Ried                          | Pfarrkirche der Pfarrei St. Maria Magdalena Gernsheim                              |
|      | St. Bonifatius                                | Riedstadt-Goddelau                | Nördliches Ried                          | Pfarrkirche der Pfarrei St. Bonifatius Goddelau                                    |
|      | St. Alban                                     | Riedstadt-Leeheim                 | Nördliches Ried                          | Filialkirche der Pfarrei St. Bonifatius Goddelau                                   |
|      | Hl. Maria Königin des Friedens                | Stockstadt                        | Nördliches Ried                          | Filialkirche der Pfarrei St. Maria Goretti Biebesheim                              |
|      | Hl. Dreifaltigkeit                            | Offenbach am Main                 | Offenbach (St. Franziskus)               | Filialkirche                                                                       |
|      | St. Elisabeth                                 | Offenbach am Main                 | Offenbach (St. Franziskus)               | Filialkirche                                                                       |
|      | St. Josef                                     | Offenbach am Main                 | Offenbach (St. Franziskus)               | Pfarrkirche                                                                        |
|      | St. Konrad                                    | Offenbach am Main                 | Offenbach (St. Franziskus)               | Filialkirche                                                                       |
|      | St. Marien                                    | Offenbach am Main                 | Offenbach (St. Franziskus)               | Filialkirche                                                                       |
|      | St. Paul                                      | Offenbach am Main                 | Offenbach (St. Franziskus)               | Filialkirche                                                                       |
|      | St. Peter                                     | Offenbach am Main                 | Offenbach (St. Franziskus)               | Filialkirche                                                                       |
|      | St. Nikolaus                                  | Offenbach-Bieber                  | Offenbach (St. Franziskus)               | Filialkirche                                                                       |
|      | St. Hildegard                                 | Offenbach-Bieber-Waldhof          | Offenbach (St. Franziskus)               | Filialkirche                                                                       |
|      | St. Pankratius                                | Offenbach-Bürgel                  | Offenbach (St. Franziskus)               | Filialkirche                                                                       |
|      | Heilig Geist                                  | Offenbach-Rumpenheim              | Offenbach (St. Franziskus)               | Filialkirche                                                                       |
|      | Heilig Kreuz                                  | Offenbach-Waldheim                | Offenbach (St. Franziskus)               | Filialkirche                                                                       |
|      | Dreifaltigkeitskapelle                        | Rödermark-Messenhausen            | Rodgau-Rödermark                         | betreut von der Pfarrei St. Nazarius Ober-Roden                                    |
|      | St. Nazarius                                  | Rödermark-Ober-Roden              | Rodgau-Rödermark                         | Pfarrkirche der Pfarrei St. Nazarius Ober-Roden                                    |
|      | St. Gallus                                    | Rödermark-Urberach                | Rodgau-Rödermark                         | Pfarrkirche der Pfarrei St. Gallus Urberach                                        |
|      | Christus dem König                            | Rödermark-Waldacker               | Rodgau-Rödermark                         | Filialkirche der Pfarrei St. Nazarius Ober-Roden                                   |
|      | St. Marien                                    | Rodgau-Dudenhofen                 | Rodgau-Rödermark                         | Filialkirche der Pfarrei St. Nikolaus Jügesheim                                    |
|      | St. Rochus                                    | Rodgau-Hainhausen                 | Rodgau-Rödermark                         | Pfarrkirche der Pfarrei St. Rochus Hainhausen                                      |
|      | Mater Dolorosa                                | Rodgau-Jügesheim                  | Rodgau-Rödermark                         | betreut von der Pfarrei St. Nikolaus Jügesheim                                     |
|      | St. Nikolaus                                  | Rodgau-Jügesheim                  | Rodgau-Rödermark                         | Pfarrkirche der Pfarrei St. Nikolaus Jügesheim                                     |
|      | St. Matthias                                  | Rodgau-Nieder-Roden               | Rodgau-Rödermark                         | Pfarrkirche der Pfarrei St. Matthias Nieder-Roden                                  |
|      | Heilig Kreuz                                  | Rodgau-Nieder-Roden-Rollwald      | Rodgau-Rödermark                         | Filialkirche der Pfarrei St. Matthias Nieder-Roden                                 |
|      | St. Petrus in Ketten                          | Rodgau-Weiskirchen                | Rodgau-Rödermark                         | Pfarrkirche der Pfarrei St. Petrus in Ketten Weiskirchen                           |